# Железничка станица Браљина
Железничка станица Браљина је једна од железничких станица на прузи Београд—Ниш. Налази се насељу Браљина у општини Ражањ. Пруга се наставља у једном смеру ка Старом Трубареву и у другом према према Стеванцу. Железничка станица Браљина састоји се из 4 колосека.